# 西爾維斯特·尤福
西爾維斯特·伯納德·尤福（英語：Sylvester Bernard Uphus；1927年12月29日—2017年1月1日），是美國農民和政治人物。

## 生平
尤福於明尼蘇達州葛林華德附近的農地出生，第二次世界大戰加入美國海軍，後來在聖本尼迪克特學院和聖約翰大學就讀，1983年當選為明尼苏达州众议院共和黨籍議員，直到1992年卸任。2017年1月1日，他在明尼蘇達州撒歐克中心縣的家中逝世。
尤福的外甥史蒂夫·德勒也曾擔任明尼苏达州众议院議員。